# Сервій Корнелій Малугінен Косс
Сервій Корнелій Малугінен Косс (Servius Cornelius Maluginensis Cossus; ? — близько 453 до н. е.) — політичний, державний і військовий діяч часів ранньої Римської республіки, консул 485 року до н. е.

## Життєпис
Походив з патриціанського роду Корнеліїв, його гілки Малугіненів. Син Публія Корнелія. Напевне не був серед старовинних родів Риму. Перебрався пізніше, ймовірно з містечка або місцини Малуга (Малугін), за що отримав когномен Малугінен. Увійшов до патриціїв. За стійку підтримку знаті отримав додаткове прізвисько Косс, тобто «тверде каміння» чи «твердокамінний». Тим самим став засновником двох гілок роду Корнеліїв — Малугіненів і Коссів. За іншою версією Сервій належав до родини Корнеліїв Коссів, але згодом отримав агномен Малугінен, який з часом став когноменом.
У 485 році до н. е. його було обрано консулом разом з Квінтом Фабієм Вібуланом. На початку каденції підтримав роди Фабіїв й Валеріїв проти реформ Спурія Кассія Вісцеліна, якого зрештою було страчено. Після разом з колегою воював проти племен вольсків та еквів, а також міста-держави Вейї. За повідомленням Діонісія, Малугінен сплюндрував землі Вейї і повернувся зі здобиччю, а коли з посли останнього прибули до Риму, уклав з ними однорічне перемир'я і відпустив полонених за викуп.
Невдовзі отримав важливу жрецьку посаду — фламіна Квіріна (покровителя колишньої царської династії та самого Риму). Помер близько 453 року до н. е. під час мору невідомої хвороби.

## Родина
- Луцій Корнелій Малугінен Урітін, консул 459 року до н. е.